# Boronia anemonifolia
Boronia anemonifolia är en vinruteväxtart. Boronia anemonifolia ingår i släktet Boronia och familjen vinruteväxter.

## Underarter
Arten delas in i följande underarter:
- B. a. anemonifolia
- B. a. aurifodina
- B. a. variabilis
- B. a. wadbilligensis